# Israël op de Olympische Zomerspelen 1976
Israël nam deel aan de Olympische Zomerspelen 1976 in Montréal, Canada. Net als tijdens de zes vorige deelnames werd geen medaille gewonnen.

## Deelnemers en resultaten
(m) = mannen, (v) = vrouwen 

### Atletiek
| Olympiër                | Onderdeel       | Resultaat | Prestatie                                                               |
| ----------------------- | --------------- | --------- | ----------------------------------------------------------------------- |
| Esther Roth-Shachamarov | 100m horden (v) | 6e        | serie 4: 2de in 13,06 halve finale 1: 4de in 13,04 finale: 6de in 13,04 |

### Gewichtheffen
| Olympiër     | Onderdeel | Resultaat | Prestatie |
| ------------ | --------- | --------- | --------- |
| Eduard Weitz | -60kg (m) | 5e        | 262,5kg   |

### Judo
| Olympiër    | Onderdeel | Resultaat | Prestatie                      |
| ----------- | --------- | --------- | ------------------------------ |
| Yona Melnik | -70kg (m) | 19e       | 1ste ronde: V van BRA Machusso |

### Schermen
| Olympiër   | Onderdeel  | Resultaat | Prestatie                                                                            |
| ---------- | ---------- | --------- | ------------------------------------------------------------------------------------ |
| Nili Drori | floret (v) | 29e       | 1ste ronde groep H: 4de met 2 overwinningen 2de ronde groep E: 6de met 1 overwinning |

### Schietsport
| Olympiër      | Onderdeel              | Resultaat | Prestatie                       |
| ------------- | ---------------------- | --------- | ------------------------------- |
| Micha Kaufman | 50m geweer 3 houdingen | 51e       | 1106 punten: (394-373-339)      |
| Micha Kaufman | 50m geweer liggend     | 12e       | 591 punten: (98-98-98-99-99-99) |

### Turnen
| Olympiër | Onderdeel                | Resultaat | Prestatie                             |
| -------- | ------------------------ | --------- | ------------------------------------- |
| Dov Lupi | meerkamp individueel (m) | 68e       | kwalificatie: 68ste met 106,45 punten |

### Voetbal
| Olympiër | Onderdeel | Resultaat | Prestatie                                                                                                 |
| --- | --------- | --------- | --- |
| Alon Ben Dor Ehud Ben Tovim Chaim Bar Yehoshua Gal Gideon Damti Yitzhak Visoker Rifaat Turk Avi Cohen Avraam Lev Eli Levental Oded Machnes Meir Nimni Yosef Surinov Yaron Oz Vicky Peretz Moshe Shweitzer Itzhak Shum | mannen    | 5e        | groep B: 2de G van Guatemala: 0-0 G van Mexico: 2-2 G van Frankrijk: 1-1 kwartfinale: V van Brazilië: 1-4 |

| Groep B |           |             |             |             |             |            |            |            |        |
| #       | Land      | Wedstrijden | Wedstrijden | Wedstrijden | Wedstrijden | Doelpunten | Doelpunten | Doelpunten | Punten |
| #       | Land      | G           | W           | G           | V           | V          | T          | Saldo      | Punten |
| 1       | Frankrijk | 3           | 2           | 1           | 0           | 9          | 3          | +6         | 5      |
| 2       | Israël    | 3           | 0           | 3           | 0           | 3          | 3          | 0          | 3      |
| 3       | Mexico    | 3           | 0           | 2           | 1           | 4          | 7          | -3         | 2      |
| 4       | Guatemala | 3           | 0           | 2           | 1           | 2          | 5          | -3         | 2      |

| Ronde       | Datum    | Plaats    | Land | Score     | Land |
| ----------- | -------- | --------- | ---- | --------- | ---- |
| Groepsfase  |          |           |      |           |      |
| 19 juli     | Toronto  | Israël    | 0-0  | Guatemala |      |
| 21 juli     | Montréal | Mexico    | 2-2  | Israël    |      |
| 23 juli     | Montréal | Frankrijk | 1-1  | Israël    |      |
| Kwartfinale |          |           |      |           |      |
| 25 juli     | Toronto  | Brazilië  | 4-1  | Israël    |      |

### Worstelen
| Olympiër    | Onderdeel   | Resultaat   | Prestatie |
| Vrije stijl | Vrije stijl | Vrije stijl | Vrije stijl |
| ----------- | ----------- | ----------- | --- |
| Rami Miron  | -68kg (m)   | 7e          | 1ste ronde: W van ISV Joseph 2de ronde: W van SWE Lundell 3de ronde: V van HUN Kocsis 4de ronde: W van AUS Kelevitz 5de ronde: V van URS Pinigin |

### Zeilen
| Olympiër                | Onderdeel       | Resultaat | Prestatie                           |
| ----------------------- | --------------- | --------- | ----------------------------------- |
| Yehuda Neeman Yoel Sela | flying dutchman | 18e       | 125 punten: (12-16-17-DSQ-13-15-16) |

### Zwemmen
| Olympiër   | Onderdeel            | Resultaat | Prestatie               |
| ---------- | -------------------- | --------- | ----------------------- |
| Adi Pereg  | 100m vlinderslag (m) | 36e       | serie 1: 6de in 59,99   |
| Adi Pereg  | 200m vlinderslag (m) | 30e       | serie 2: 5de in 2.09,91 |
| Dov Nisman | 400m wisselslag (m)  | 27e       | serie 4: 6de in 4.47,13 |

Amerikaanse Maagdeneilanden · Andorra · Antigua en Barbuda · Argentinië · Australië · Bahama's · Barbados · België · Belize · Bermuda · Bolivia · Bondsrepubliek Duitsland · Brazilië · Bulgarije · Canada · Chili · Colombia · Costa Rica · Cuba · Denemarken · Dominicaanse Republiek · Duitse Democratische Republiek · Ecuador · Egypte · Fiji · Filipijnen · Finland · Frankrijk · Griekenland · Groot-Brittannië · Guatemala · Haïti · Honduras · Hongarije · Hongkong · Ierland · IJsland · India · Indonesië · Iran · Israël · Italië · Ivoorkust · Jamaica · Japan · Joegoslavië · Kaaimaneilanden · Kameroen · Koeweit · Libanon · Liechtenstein · Luxemburg · Maleisië · Marokko · Mexico · Monaco · Mongolië · Nederland · Nederlandse Antillen · Nepal · Nicaragua · Nieuw-Zeeland · Noord-Korea · Noorwegen · Oostenrijk · Pakistan · Panama · Papoea-Nieuw-Guinea · Paraguay · Peru · Polen · Portugal · Puerto Rico · Roemenië · San Marino · Saoedi-Arabië · Senegal · Singapore · Sovjet-Unie · Spanje · Suriname · Thailand · Trinidad en Tobago · Tsjecho-Slowakije · Tunesië · Turkije · Uruguay · Venezuela · Verenigde Staten · Zuid-Korea · Zweden · Zwitserland